# Алькала-дель-Ріо
Алькала-дель-Ріо (ісп. Alcalá del Río) — муніципалітет в Іспанії, у складі автономної спільноти Андалусія, у провінції Севілья. Населення — 11 004 особи (2010).
Муніципалітет розташований на відстані близько 380 км на південний захід від Мадрида, 14 км на північ від Севільї.
На території муніципалітету розташовані такі населені пункти: (дані про населення за 2010 рік)
- Алькала-дель-Ріо: 8944 особи
- Есківель: 815 осіб
- Сан-Ігнасіо-дель-Віар: 557 осіб
- Ель-Віар: 688 осіб

## Демографія
Динаміка населення (INE ):

## Галерея зображень

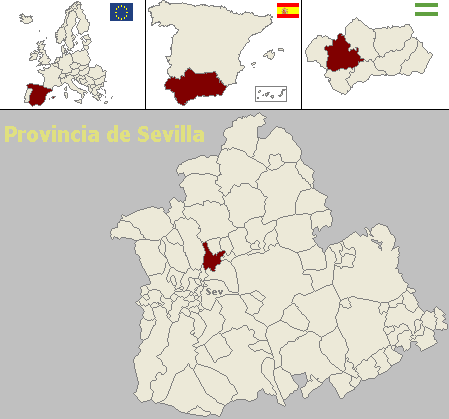
Розташування муніципалітету Алькала-дель-Ріо у провінції Севілья